# Palmer (mangue)

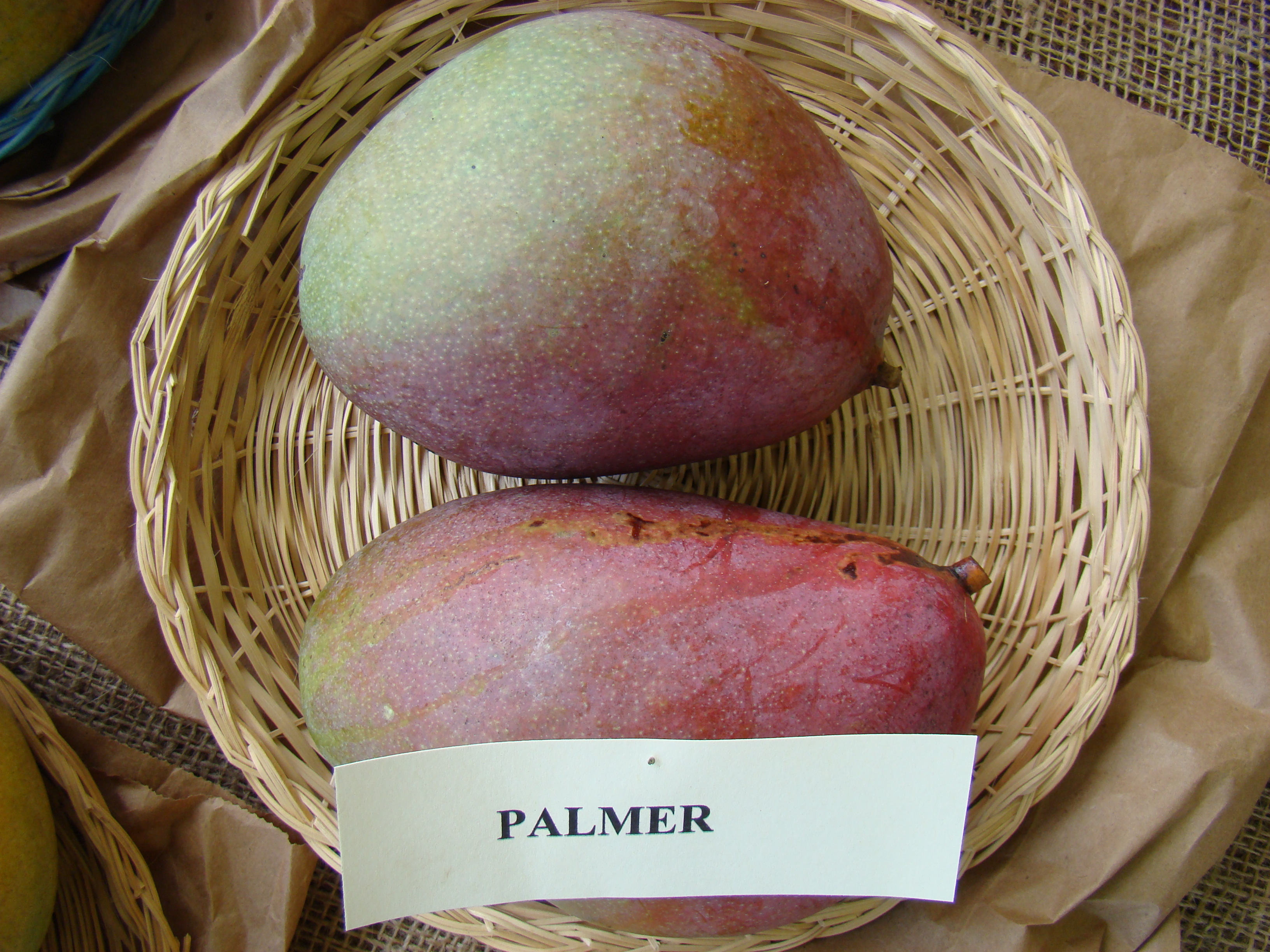
Deux mangues Palmer dans un panier.

La Mangue Palmer est une variété de mangue originaire du Sud de la Floride. Le plant d'origine provient d'une plantation aux alentours de l'année 1925 dans la propriété de Victor Mell, à Miami. Une analyse réalisée en 2005 laisse supposer qu'il s'agit d'un descendent de la mangue Haden.